# Coniopteryx tucumana
Coniopteryx tucumana là một loài côn trùng trong họ Coniopterygidae thuộc bộ Neuroptera. Loài này được Navás miêu tả năm 1930.